# 皮尼利亚德托罗
皮尼利亚德托罗，是西班牙卡斯蒂利亚-莱昂萨莫拉省的一个市镇。 总面积24平方公里，总人口365人（2001年），人口密度15人/平方公里。